# Stratiomyinae
Stratiomyinae – podrodzina muchówek z podrzędu krótkoczułkich i rodziny lwinkowatych.
Muchówki te mają ciała średnich i dużych rozmiarów, krępo zbudowane. Biczyk czułków mają złożony z sześciu członów, z których ostatni zaopatrzony może być w aristopodobną wić. Spłaszczony i szeroki odwłok często ma barwę czarno-żółtą lub czarno-zieloną. Wiele gatunków upodabnia się do os lub pszczół.
Larwy pędzą wodny tryb życia. Tylny koniec ich ciała charakteryzuje się syfonem oddechowym otoczonym przez wieniec pierzastych włosków. Owady dorosłe licznych gatunków chętnie odwiedzają kwiaty.
Klasyfikuje się je w trzech plemionach:
- Oxycerini Enderlein, 1914
- Prosopochrysini Enderlein, 1914
- Stratiomyini Latrielle, 1802